# Tredje bølge af feminisme
Tredje bølge af feminisme var en iteration af den feministiske bevægelse, der begyndte i de tidlige 1990'ere i USA og fortsatte indtil fremkomsten af den fjerde bølge i 2010'erne.
Født i 1960'erne og 1970'erne som medlemmer af Generation X og ankret i borgerrettighedsfremskridt i den anden bølge, omfavnede tredje-bølge feminister individualisme og mangfoldighed og forsøgte at omdefinere, hvad det betød at være feminist.